# 神明町
神明町（しんめいちょう）は、福井県今立郡にあった町。現在の鯖江市中心部の北西、福井鉄道福武線の沿線にあたる。

## 地理
- 河川 ： 日野川

## 歴史
- 1889年（明治22年）4月1日 - 町村制の施行により、今立郡鳥羽村、鳥羽中村、岡野村、田所村、水落村及び北野村の区域をもって、今立郡神明町が発足する。
- 1947年（昭和22年）10月25日 - 昭和天皇の戦後巡幸。昭和天皇が戦災者、海外引揚者を収容した神明寮を慰問[1]。
- 1955年（昭和30年）1月15日 - 今立郡鯖江町、神明町、片上村、中河村、丹生郡立待村、吉川村及び豊村が合併して、鯖江市が発足する。

## 交通

### 鉄道路線
- 福井鉄道
  - 福武線
    - 水落駅 - 神明駅 - 鳥羽中駅 - 西鳥羽駅（1935年（昭和10年）廃止）

  - 鯖浦線
    - 水落駅